# Rondania dimidiata
Rondania dimidiata är en tvåvingeart som först beskrevs av Johann Wilhelm Meigen 1824.  Rondania dimidiata ingår i släktet Rondania och familjen parasitflugor. Arten är reproducerande i Sverige. Inga underarter finns listade i Catalogue of Life.